# Plesiatropha carpinifolia
Plesiatropha carpinifolia är en törelväxtart som först beskrevs av Ferdinand Albin Pax, och fick sitt nu gällande namn av Franciscus Jozef Breteler. Plesiatropha carpinifolia ingår i släktet Plesiatropha och familjen törelväxter.

## Underarter
Arten delas in i följande underarter:
- P. c. carpinifolia
- P. c. strigosa